# L'immagine mancante
L'immagine mancante (L'image manquante) è un documentario cambogiano del 2013 diretto e scritto da Rithy Panh.
Ha ottenuto una candidatura ai Premi Oscar 2014 nella categoria miglior film straniero.

## Trama
Dopo la marcia dei Khmer Rossi su Phnom Penh, capitale della Cambogia, e l'inizio della dittatura di Pol Pot, il film racconta la giovinezza del regista Rithy Panh, che nel 1975, all'età di 13 anni, viene deportato insieme alla sua famiglia dalla sua città natale, Phnom Penh, dai Khmer rossi.
Come collettivo di lavoro, gli viene proibito di possedere qualsiasi cosa, tranne un cucchiaio. Devono lavorare come schiavi nelle risaie e nelle foreste per formare la nuova società. I genitori del giovane Rithy Panh muoiono, e il paese vive una grande carestia, che fa molte vittime. Il regista ripensa continuamente alla sua infanzia felice a Phnom Penh.

## Premi e riconoscimenti
- 2014 - Premio Oscar
  - Candidatura Miglior film straniero per la Cambogia